# 布魯斯·朗納
布魯斯·朗納（英語：Bruce Rauner；1957年2月18日—）是一位美国商人和政治家。他也是伊利诺伊州第42屆州長。

## 生平
朗納自2015年1月12日開始擔任伊利諾伊州州長。他是一位共和黨人。